# Anita Santivañez
Ana María Santivañez Palomino (San Lorenzo de Putinza, 10 de diciembre de 1977) es una cantante folclórica peruana.

## Biografía profesional
Luego de establecerse en Lima, Anita era requerida en diversos eventos que organizaba su escuela en los cuales ella prestaba su voz para interpretar canciones. Realizó sus estudios de primaria y secundaria en el colegio B. Leguía distrito de Puente Piedra, curso estudios superiores en la Universidad San Martín de porras.
Su debut oficial en el mundo del canto fue en 1986 fue a los 11 años de edad, en un concurso musical denominado: "Buscando Nuevos Valores" organizado por la empresa de producciones fonográficas Lady Vanessa, evento en el que Anita no iba a participar; sin embargo, un vecino de que era arpista se encontró con que el vocalista con el cual él iba a participar no pudo asistir, fue entonces a casa de Anita para presentarla en su reemplazo y a pesar de que Anita no tuvo ninguna preparación previa, terminó ocupando el primer lugar.
Más tarde, a los 14 años graba su primera producción fonográfica denominada "Rumbo al Éxito - Anita Santivañez", a causa del éxito en ventas, Anita abandona Lady Vanessa para firmar con la empresa EGR, de propiedad del productor Chato Grados, en donde logró consolidar su carrera llenando locales y conformando una dupla con Doris Ferrer también conocida como "La Yauyinita de Oro".
Luego de ello a los 19 años, llegó la propuesta de Discos Prodisar, grabando su tercera producción musical titulada "La Muñequita de Yauyos"; Posteriormente graba para Danny Producciones, destacando allí con los temas de mayor éxito en su carrera hasta ese entonces: "Madre Soltera" y "Sola". En 2006, en su lanzamiento del nuevo álbum, fue imagen del Festival Tupanakuy Peruandino, que reunió a otros artistas de música nacional, lo que volvió solicitada en la industria musical andina, además de su país vecino Bolivia.
En 2009, por sus 16 años de carrera artística, lanza una producción llamada La Innovación Perfecta destacando el tema musical "Choque y Fuga". La inclusión de una primera guitarra eléctrica dentro del marco musical de esta nueva producción fue criticado negativamente por muchos otros artistas ya que este instrumento hasta ese momento no formaba parte de los instrumentos típicos de la música folclórica peruana.
En 2010 realizó su primera gira internacional en Europa, e incluyó su sencillo reciente "Choque y fuga".

## Vida personal
Ana es hija de Orlando Santivañez y Margarita Palomino, y en 1982 se estableció en Lima a la edad de 7 años. Es madre soltera y tiene una hija de nombre Angeline Belén León Santivañez, fruto de su relación con el también cantante Nicanor León, del cual se separó, y quien en diciembre del 2009 fuera trágicamente asesinado.

## Discografía
- 1996: La Muñequita de Yauyos
- 1997: Desde Yauyos con amor
- 1998: Por siempre inolvidable
- 1999: Una vez más...La Muñequita de Yauyos
- 2000: La muñequita de Yauyos en concierto
- 2001: Voz, estilo y sentimiento
- 2002: Le canto a mi Perú
- 2006: Tengo el corazón contento
- 2009: La innovación perfecta